# СКР-67
СКР-67, Дръзки — сторожевой корабль проекта 50 Черноморского флота ВМФ СССР. В 1957 году был передан ВМС Болгарии.

## Служба

### ВМФ СССР
Сторожевой корабль СКР-67 проекта 50 был зачислен в списки кораблей ВМФ 9 февраля 1956 года и 1 марта 1956 года был заложен на стапеле ССЗ № 445 им. 61 коммунара в Николаеве (заводской номер № 1139). Спущен на воду 10 июля 1956 года, вступил в строй 22 декабря 1956 года. 10 января 1957 года был включен в состав Черноморского флота.
12 апреля 1957 года был исключен из состава ВМФ СССР и 13 июля 1957 года был расформирован в связи с продажей ВМС Болгарии.

### ВМС Болгарии
Переименован «Дръзки». Бортовой номер 11, 15, 31.
Первые два корабля «Дръзки» и «Смели» получили тактические номера 31 и 32 и были включены в состав 1-го отдельного дивизиона противолодочных кораблей из состава 11 ВМБ-Варна. Во время походов в Средиземное море СКРам были присвоены временные тактические номера — 15 «Дръзки» и 16 «Смели». С получением третьего корабля первые два корабля получают новые номера — «Дръзки» — № 11, а «Смели» — № 12. «Бодри» получил тактический номер 13 и был включен в состав дивизии. В 1989 году На смену «Смели» пришел одноимённый СКР проекта 1159, также получивший номер 11, а «Дръзки» — номер 12.
«Дръзки» и «Смели» были первыми болгарскими кораблями, участвовавшими в совместных плаваниях с кораблями 5-й Средиземноморской эскадры ВМФ СССР. В октябре 1967 года они посещают Александрию с правительственной делегацией на борту. По возвращении корабли также провели первую встречу с кораблями 5-й Средиземноморской эскадры. 10-15 мая 1969 года отряд кораблей болгарских ВМС (сторожевые корабли «Дръзки» и «Смели» проект 50, а также минные тральщики № 21 и № 22) вышел в Средиземное море.
В последующие годы корабли регулярно принимали участие в походах и учениях с кораблями 5-й ОЭ. После 1980 года корабли входят в состав Объединённых эскадр с кораблями ВМФ СССР. Их исключили из списков флота в 1990 году. Одно из 100-мм орудий хранится в Военно-морском музее в Варне.
В 1985 году (по другим данным в 1990) «Дръзки» был разоружен и продан болгарским командованием на слом.

## Примечание
1. ↑  На флоте серии неофициально называлась «полтинники» или «зверьки». Поскольку серия была большой названия вскоре перешли на птиц, а часть кораблей остались номерными.
2. 1 2 3  Сторожевой корабль "СКР-67". Черноморский флот - информационный ресурс (2024). Дата обращения: 21 ноября 2024. Архивировано 13 ноября 2024 года.
3. 1 2 3  Стражеви кораб проект 50 “Горностай” /№31 Дръзки, №32 Смели, №13 Бодри/ (болг.) // "Вимпел" сайтът за военноморска история. — 2002—2023. Архивировано 19 апреля 2023 года.